# Harbavillski triptih
Harbavillski triptih je bizantinski triptih iz slonovine iz sredine 10. stoletja z Deesis in drugimi svetniki, zdaj v Louvru. Na nekaterih slikah so še vedno vidni sledovi barve. Velja za najboljšo in najbolje ohranjeno »Romansko skupino« slonovine iz delavnice v Konstantinoplu, verjetno tesno povezana s cesarskim dvorom.
Skupina prevzema ime iz plošče iz slonovine Roman in Evdokija v kabinetu des Médailles v Francoski narodni knjižnici (Bibliothèque nationale de France) v Parizu, ki prikazuje Kristusa, ki krona cesarja, imenovanega kot Roman in njegovo cesarico. To je Roman II., kronan leta 959 ali morda Roman IV., kronan leta 1068. Sorodna dela so v Rimu, Vatikanu in Moskvi, to zadnje kronanje, verjetno iz leta 944.
Iz te Romanove skupine je Harbavillski triptih »daleč najboljši, ker kaže na eleganco in občutek, ki je v drugih odsoten. Vsi so v poliranem, elegantnem slogu, značilnem za dvorno šolo«. Druge skupine slonovine so bile tudi identificiirane, in domnevno predstavljajo rezultate različnih delavnic, morda tudi z dvora, vendar na splošno nižje kakovosti.. Ker je večje število slonovine ohranjene kot panelne slike iz obdobja, so zelo pomembne za zgodovino makedonske umetnosti.
Vse strani triptiha so v celoti izrezbarjene, z več svetniki na zunanjih stranskih listih in izdelano dekorativno shemo na hrbtu osrednjega lista.
Prvotna zgodovina slonovine je neznana. Ime je dobila po prvem znanem lastniku, antikvarju Louis-Françoisu Harbavilleu (1791-1866), ki jo je podedoval od družine Beugny de Pommeras iz Arrasa. Leta 1891 so jo kupili v Louvru od Harbavillejevih vnukov in dedičev.

## Gallery
- Levi list, zgornji panel: sveti Teodor iz Amasije, Teodor Stratelat
- Levi list, spodnji panel: sv. Evstrat in Areta. V rondelih, sv. Merkurij in Tomaž apostol.
- Srednji list, spodnji panel: apostoli Jakob, Janez, Peter, Pavel in Andrej
- Desni list, zgornji panel: sveti Jurij in sveti Evstahij]
- Desni list, spodnji panel: sv. Demetrij in sv. Prokopij. V rondelih, sv. Filip apostol in sv. Pantaleimon
- Verso, polni pogled
- Verso srednji list: predstavlja triumfalni križ v Raju, z dvema drevesoma življenja in napisom Iesou Christos nika’’ (‘Jesus Kristus zavojevalec’)
- Plošča Roman in Evdokija.